# Jednostka przewidziana do militaryzacji

Jednostka przewidziana do militaryzacji – dział administracji państwowej lub gospodarki narodowej albo wchodząca w jego skład bądź specjalnie utworzona jednostka organizacyjna, a także specjalistyczny oddział samoobrony, które w czasie pokoju zostały wyznaczone i przygotowane do militaryzacji z chwilą wprowadzenia stanu bezpośredniego zagrożenia bezpieczeństwa państwa, ogłoszenia mobilizacji lub wybuchu wojny.